# 국립극장 (부다페스트)

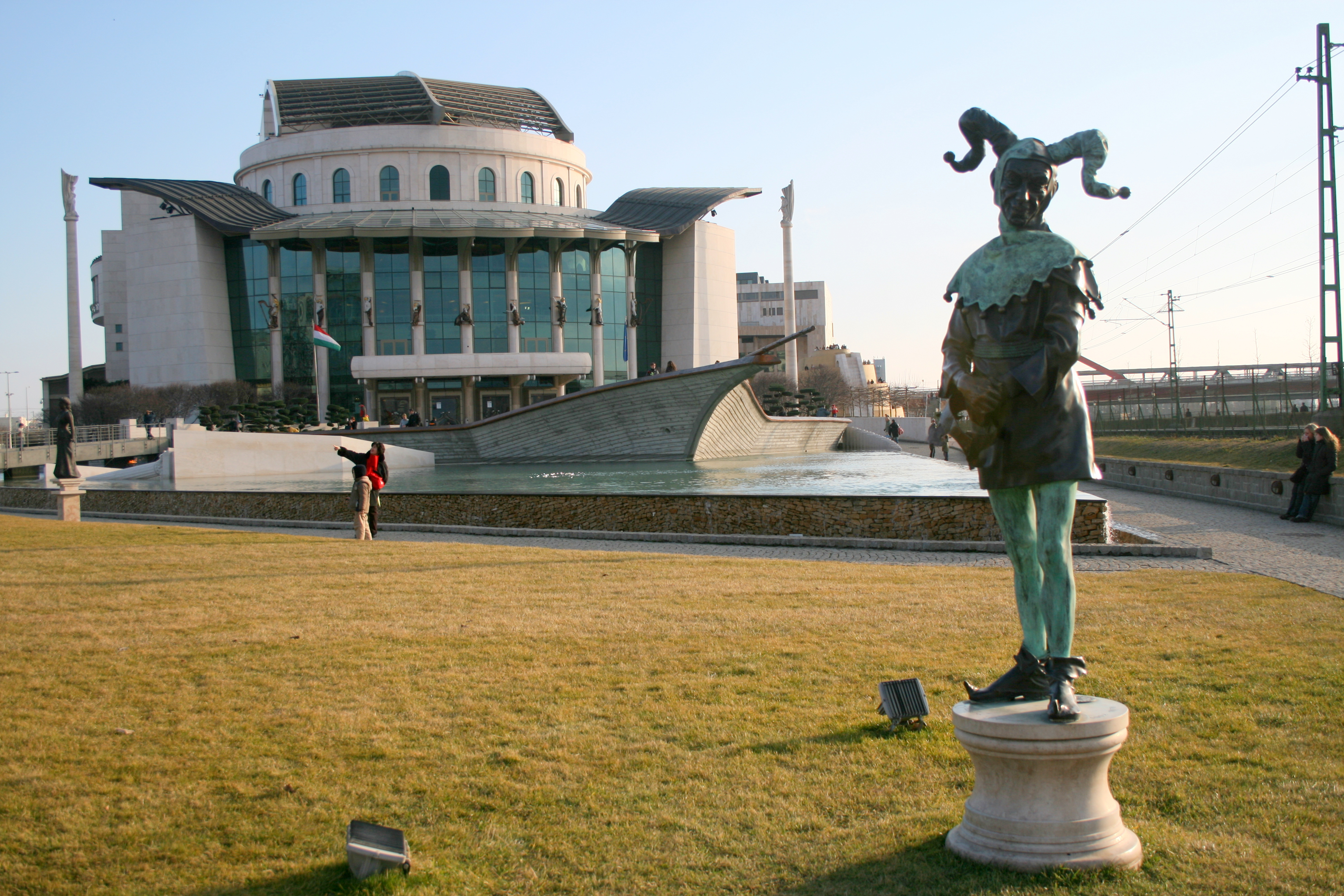
국립극장

국립극장(헝가리어: Nemzeti Színház)은 헝가리 부다페스트에 위치한 극장이다.